# Alagút-hadviselés

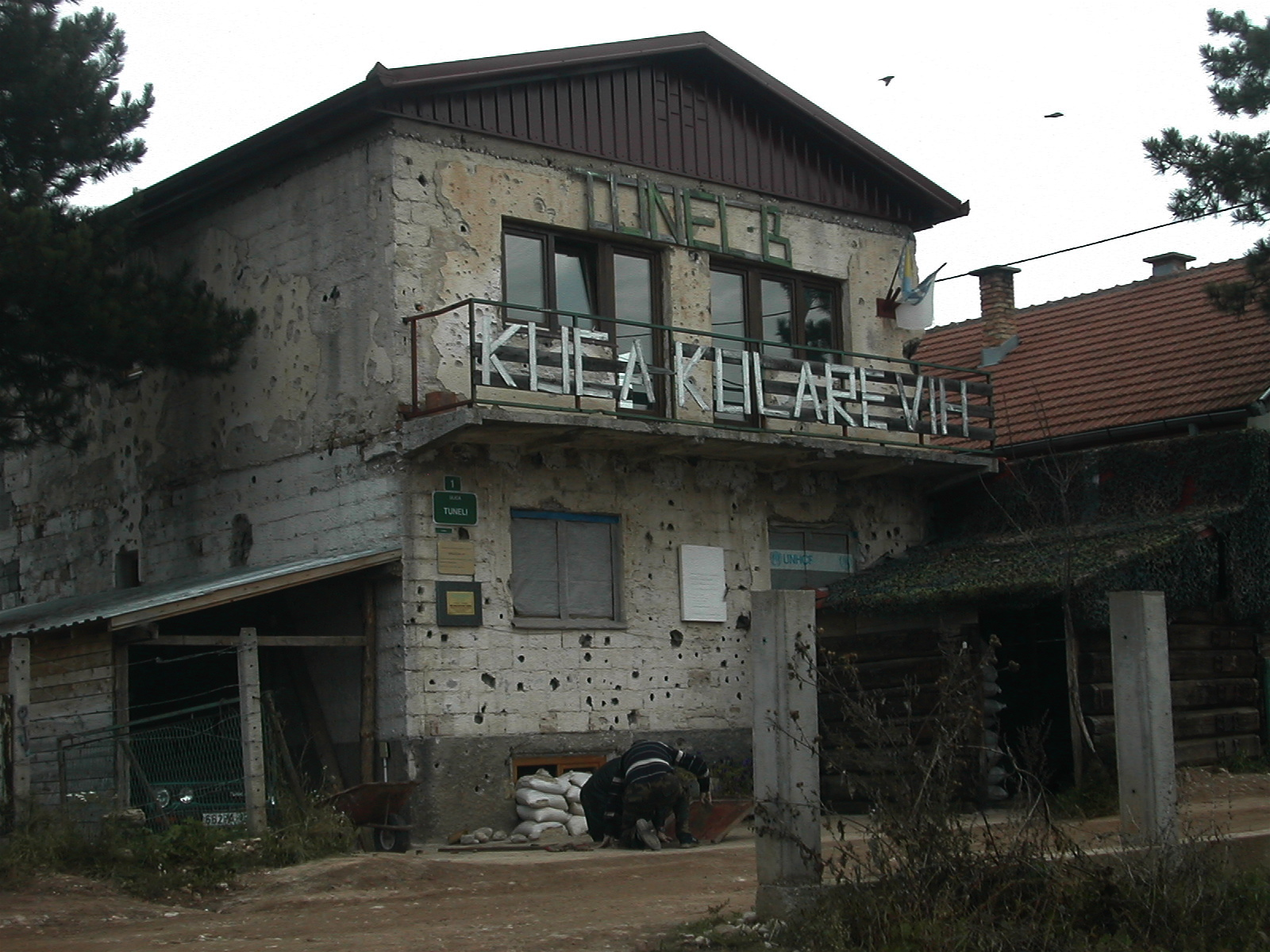
A szarajevói alagút bejárata ma múzeum

Az alagút-hadviselés olyan hadviselési forma, amelyben a harc föld alá ásott alagutakban, járatokban vagy azok felhasználásával folyik. Az alagutakat fel lehet használni az ellenséges erődítmények meggyengítésére, aláaknázásra, az ellenséges vonalak mögé történő behatolásra, a védelmi rendszerek, állások megerősítésére, rajtaütés vagy ellentámadás kiindulópontjaként, illetve logisztikai feladatra is, például csapatok és felszerelés védett és álcázott átcsoportosítására a harctér egyik pontjáról a másikra.
Az alagutakban, természetüknél fogva, a katonák látómezeje erősen korlátozott, viszont általában csak egy vagy két oldalról vannak kitéve az ellenséges tűznek. Az alagutakból akár kiterjedt rendszert, labirintusokat is kialakítottak, amelyek egész egységek elszállásolására és kiszolgálására is alkalmasak voltak. Kiterjedt alagútrendszer kötötte össze a két világháború között épített Maginot-vonal erődítményeit is, amelyek szintén kommunikációs, szállítási, védelmi, pihenési, raktározási célokat szolgáltak.
Az alagút-hadviselés esetenként összekapcsolódik a városi hadviseléssel, mivel a városokban és más lakott területeken számos alagút található, bár még ebben az esetben is a városi hadviselésre jellemző jellegzetességek dominánsak a harci cselekmények során. Az alagút-hadviselés gyakran felbukkan az aszimmetrikus hadviselés során, amikor a létszámban vagy tűzerőben alulmaradó hadviselő fél földbe ásott alagutak segítségével próbál előnyhöz jutni.

## Alagút-hadviselés a történelem során

### Ókor

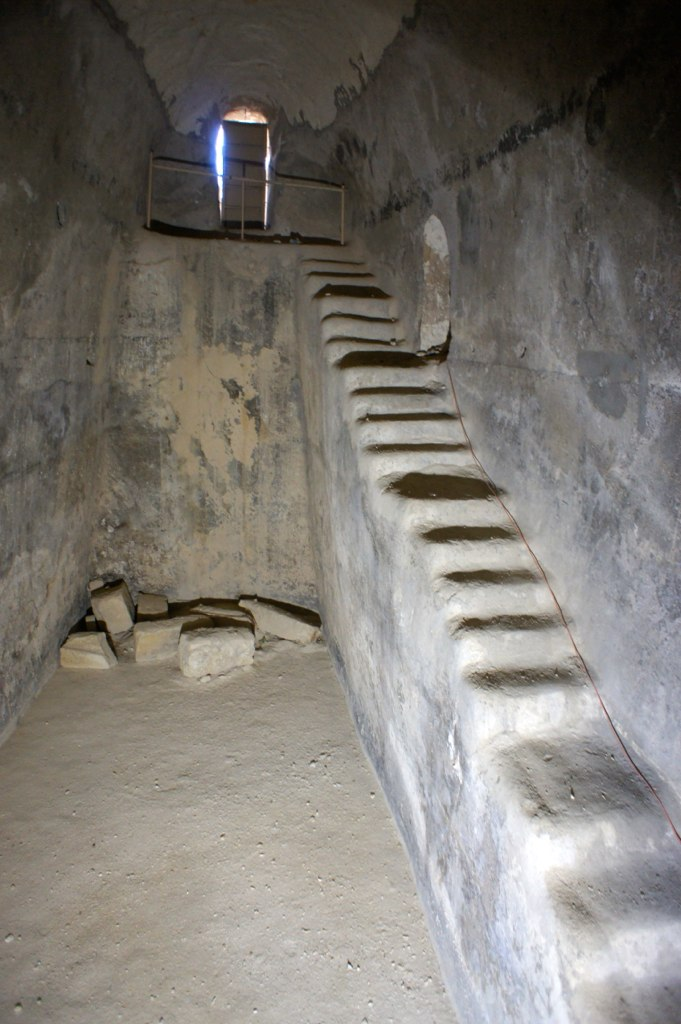
A zsidók által ásott alagutak egyike, amelyekben a Bar Kohba-felkelés alatt rejtőztek a római katonák elől

Az alagutak harcászati jelentőségére az egyik legkorábbi példa a Kr. e. 8. századból származik, amikor Jeruzsálem lakói egy közelgő asszír támadásra felkészülve 533 méter hosszú alagutat ástak, amely a közeli Gihon-forrás vizét vezette be a városba. Később, Kr. u. 66–70 között a Názárettől északra található Kfar Kana falu közelében a korabeli lakosok földalatti kamrákat és alagutakat ástak ki – a jelentős munkát igénylő rendszer kialakításával a római uralom elleni felkelésre készülhettek fel.
A Kr. u. 132–136 közötti Bar Kohba-lázadás során is kiterjedten alkalmazták a zsidók az alagutakat, és a rómaiak arra kényszerültek, hogy megfelelő ellenintézkedéseket dolgozzanak ki. Nagy erőfeszítéseket tettek az alagutak bejáratainak felkutatására, majd a bejáratnál tüzeket gyújtottak, hogy így füstöljék ki (vagy fojtsák meg) az alagútban tartózkodókat.
A rómaiak Európában is találkoztak az alagút-hadviseléssel: a germán törzsek ellen vívott háborúk során a helyiek hamar rájöttek, hogy a római katonák könnyen el tudják foglalni elszigetelt erődítményeiket, amelyeket a védők ezért rejtett árkokkal és alagutakkal kötöttek össze. Ezek lehetővé tették a meglepetésszerű támadásokat, a gyors visszavonulást, illetve a harcosok gyors átcsoportosítását is. A rómaiak hamarosan megtapasztalták az alagút-hadviselés következményeit, amikor a lesből indított támadások súlyos veszteségeket okoztak a menetoszlopaiknak.

### Középkor

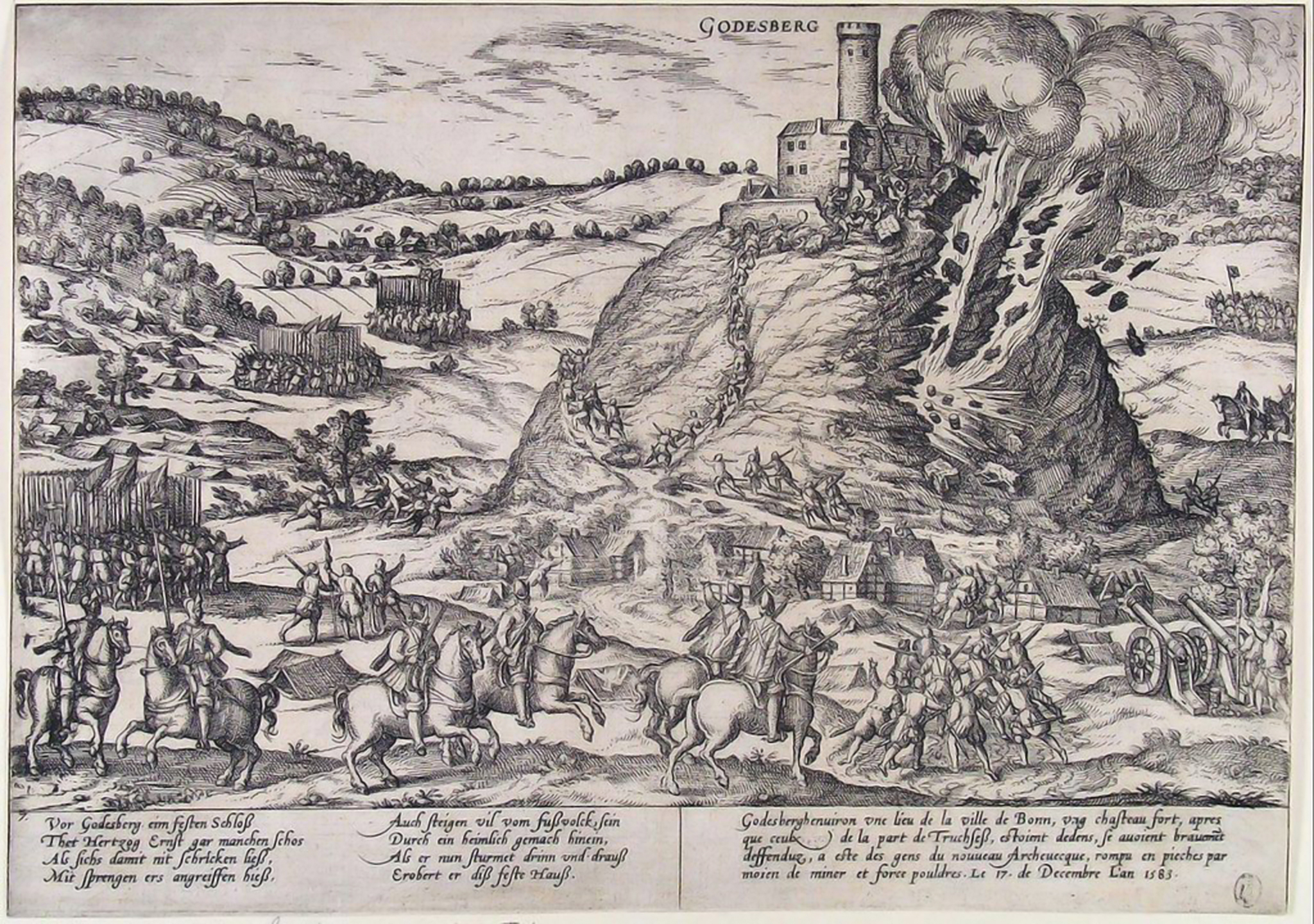
Példa a középkori alagút-hadviselésre: Godesburg bevétele 1583-ban egy, a hegy alatt felrobbantott aknának volt köszönhető

A középkorban az alagút-hadviselés széles körben elterjedt, a világ minden részén alkalmazták. Leggyakrabban erődítmények, városok, falvak vagy az itt található fontosabb építmények (vár, palota, templomok) összekötésére alakították ki ezeket, utánpótlást lehetett bejuttatni egy ostromlott erődítménybe vagy éppen menekülési útvonalként szolgáltak. Az alagutak segítségével a támadók csapatokat tudtak az ostromlott erődítmény falai mögé juttatni, illetve rejtve tudták megközelíteni a védőket.
Az alagutak felhasználásának egyik speciális formája volt akna-hadviselés, az ostromalagút felhasználása. Ennek legkorábbi formájában – a puskapor felfedezése előtt – fa támszerkezetű alagutat ástak az ostromlott erődítmény falai alá, majd az elkészült alagutat megtöltötték gyúlékony anyagokkal és az egészet lángra lobbantották. A hő hatására a falak leomlottak vagy jelentősen meggyengültek. A puskapor feltalálása és elterjedése magával hozta a robbantóaknákat.
Az alagútásás bonyolult, nehéz és veszélyes művelet volt, mivel a várakat igen gyakran sziklára építették. A vár mélyén a védők vízzel teli vödör vagy kifeszített bőrre helyezett borsószemek segítségével kísérték figyelemmel az alagútásók tevékenységét, amelyet ellenaknával hiúsítottak meg.
Harci körülmények között feltehetően Nándorfehérvár védői használták először a lőporos aknát 1440-ben, majd 1502-ben a spanyol Pedro Navarro érte el az első jelentős eredményt a Nápoly melletti Castel dell’Ovo várának felrobbantásával.
A középkor és a kora újkor hadászatának fontos szerepét képezték a várakért folyó harcok, és ezen belül az aknaharc. A támadó és védekező alagutak kialakítása fontos részét képezte a várvívásnak. Ez különösen a 17. századtól igaz, amikor az egyre jobban fedezett falú erődökkel szemben a korabeli tüzérség már szinte tehetetlen volt. Ekkor születtek meg azok a speciális műszaki csapatok, az aknászok és árkászok, amelyek a várért folyó harcban fontos szerepet játszottak. Az első aknaszázadot a franciák állították fel 1673-ban.

### Modern kor

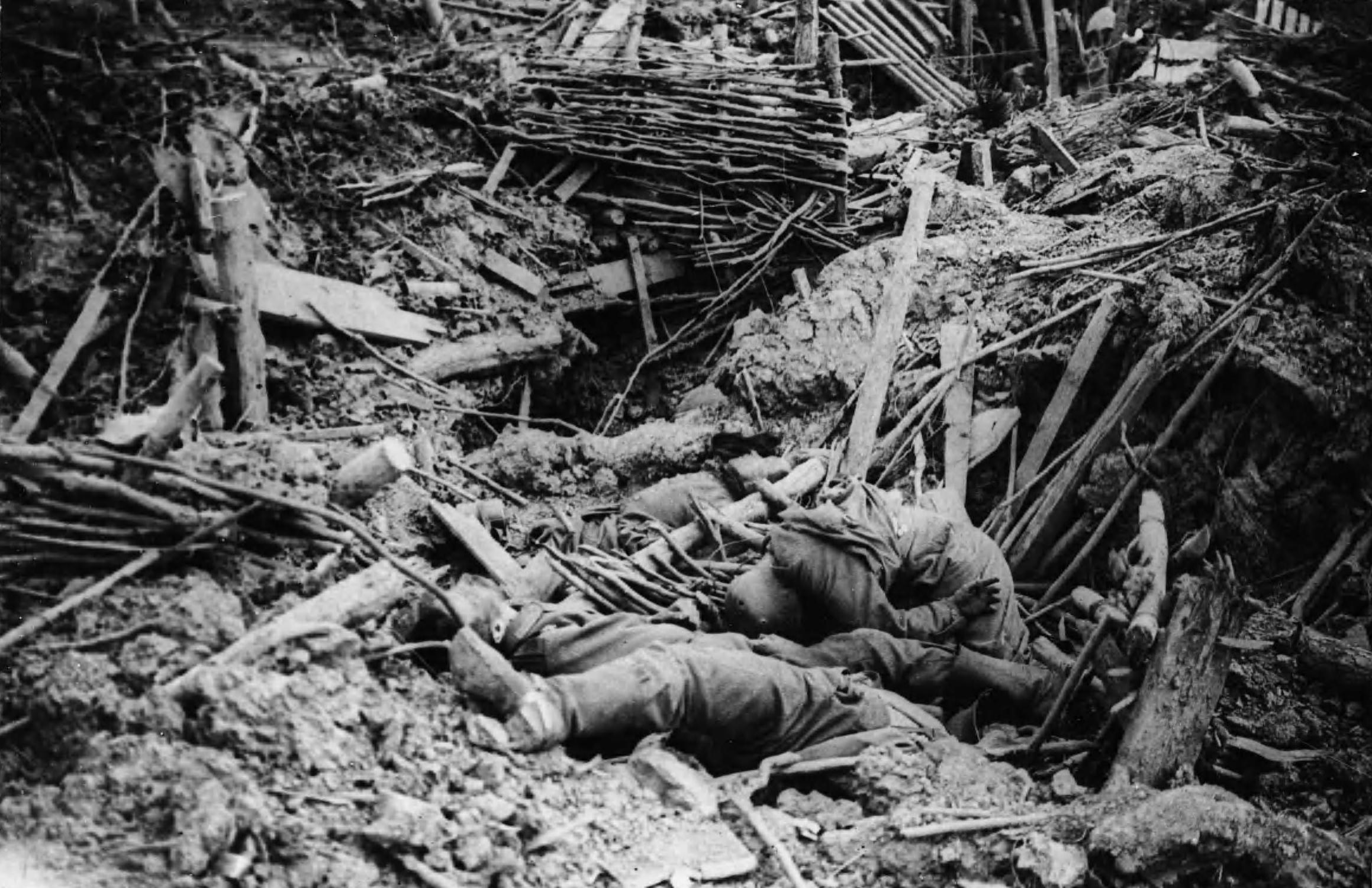
A messines-i csata kezdetén felrobbantott brit aknák által megsemmisített német lövészárok

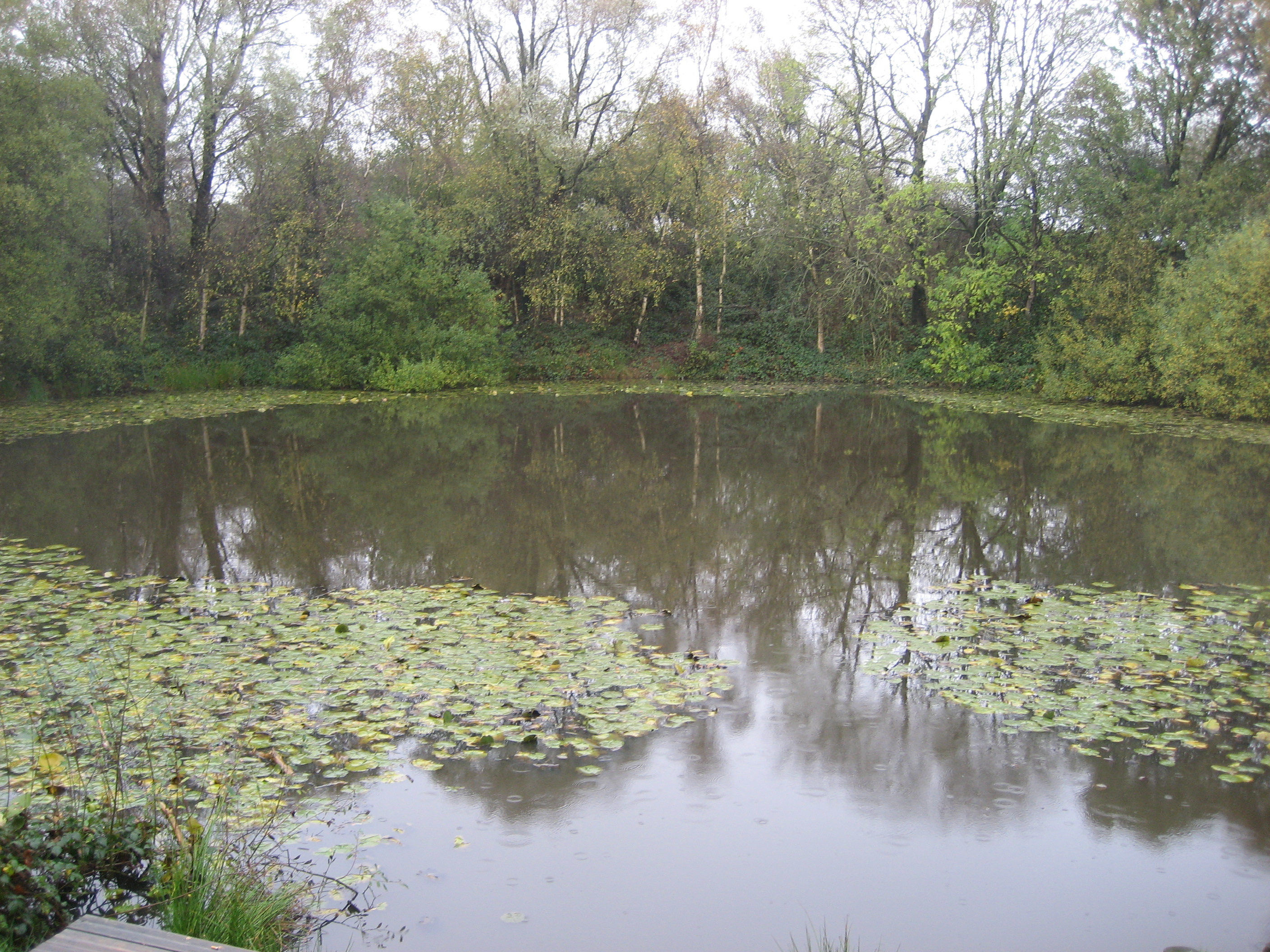
A Pool of Peace néven ismert emlékhely valójában a második messines-i csata kezdetén felrobbantott alagutak helyén maradt kráter

A tüzérségi eszközök fejlődésével, a robbanógránát feltalálásával, a kordit és dinamit széles körű elterjedésével a várostromok szerepének csökkenésével az alagút-hadviselés és az aknaharc is egyre jobban elvesztette jelentőségét, mígnem az első modern nagyszabású katonai konfliktusban, az első világháború során ismét megjelent a korábbról ismert módszer.
A lövészárok-hadviselésre jellemző megerősített állások már az amerikai polgárháborúban feltűntek, amelyeket szintén aknákkal igyekeztek lerombolni. Az orosz–japán háború során Port Arthur ostroma alatt került sor aknarobbantásra, azonban az aknaharc egyik legjobb példája később tűnt fel.
Miután a kezdeti támadó hadműveletek után a nyugati fronton megmerevedtek az arcvonalak és a korábbi várostromokhoz hasonló állóharc vette kezdetét, a szemben álló csapatok fegyvertárába jól beleillett az alagútkészítés és -robbantás. A brit, francia, német, ausztrál utászok igen széles körben alkalmazták az aknákat az ellenséges pozíciók elleni támadások előkészítésére, illetve az arcvonalak áttörésére.
Az alagút-hadviselés egyik klasszikus példája a második messines-i csata, amelynek előkészítéseként került sor az egyik legnagyobb aknarobbantásra. A brit utászok 22 aknát ástak a német vonalak alá, amelyeket robbanóanyaggal töltöttek meg. Végül 19 aknát robbantottak fel 1917. június 17-én hajnalban. A robbanás zaját állítólag Londonban is lehetett hallani, hatására 10 000 német katona azonnal meghalt, rengetegen megsebesültek, a többiek pedig pánikszerűen menekültek. A Sir Herbert Plumer tábornok vezetése alatt álló szövetséges csapatok pedig igen gyorsan lerohanták a német vonalakat. Kiterjedt aknaharc folyt más hadszíntereken is, például a sziklás talajú olasz–magyar fronton, ahol az állások olyan közel voltak egymáshoz, hogy egy-egy aknarobbantás mindkét fél lövészárkait megsemmisítette, és utána öldöklő harc vette kezdetét a hátramaradt tölcsér birtoklásáért. A magyar utászok nevéhez fűződik az 1916. május 8-án felrobbantott San Martinó-i akna, amely jelentős hőstettnek számított. Az aknaharcok állandó, komoly veszélyt jelentettek és ennek a lövészárokban tartózkodó katonák is tudatában voltak: „mintha lőporos hordón ültek volna”.
A háború során emellett igen hosszú alagút-rendszert ástak ki az utánpótlás és a csapatok mozgatására is, amelyek így rejtve maradtak az ellenséges tüzérségi megfigyelők elől.
A keleti fonton a sikeres Bruszilov-offenzíva első fázisában alkalmazták a lövészárkokkal kombinált alagutakat, hogy az orosz katonák az osztrák–magyar állásokhoz minél közelebb jussanak és onnan indítsák támadásukat.

### Alagutak a 20. századi erődépítészetben

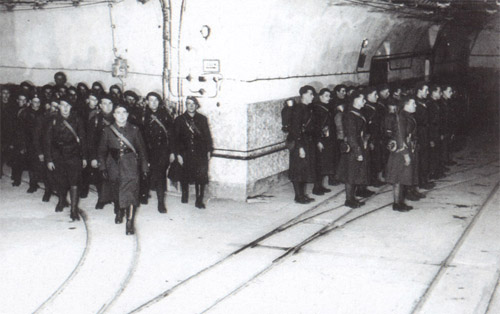
Francia katonák a Maginot-vonal egyik erődítményének közlekedőfolyosóján

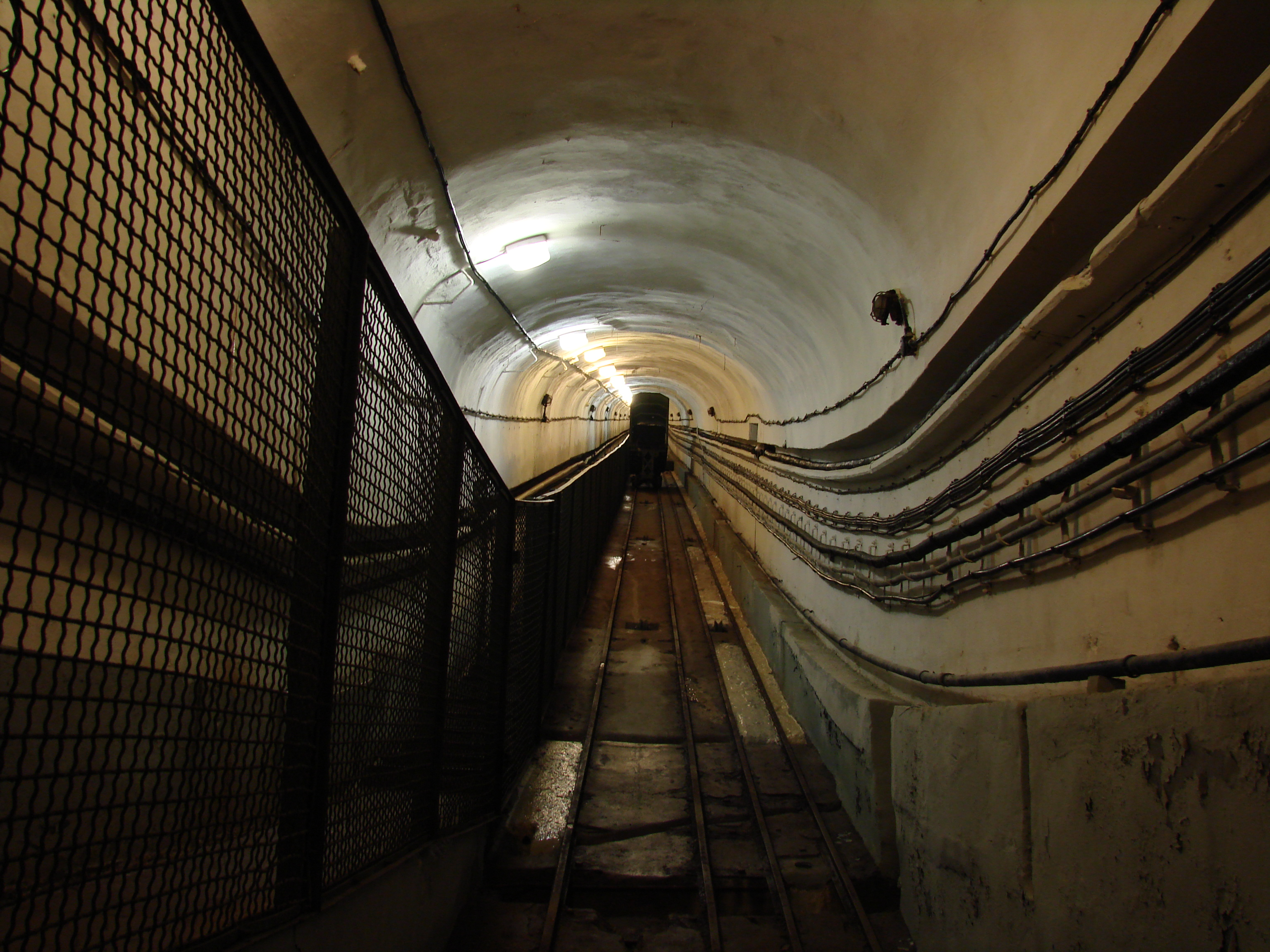
Meredeken emelkedő folyosó az elzászi Four à Chaux erődben

Az első világháborús alagút-hadviselési tapasztalatokat később felhasználták a nagy erődítményrendszerek, mint például a Maginot-vonal vagy a Siegfried-vonal építése során. A régi várak, erődítmények már nem feleltek meg a követelményeknek, nem képeztek összefüggő rendszereket, és könnyen körbezárhatók voltak. A hadmérnököknek ezért olyan megoldást kellett találni, amely egyesíti a várak vastag falak adta védettségét és tűzerejét a mélységben tagolt lövészárok-rendszer nyújtotta lehetőségekkel, és együttesen olyan előnyökhöz juttatják a védőket, amit a támadók semmilyen tűzereje nem tud ellensúlyozni.
Franciaországban 1927-ben kezdődött meg a végül 350 km hosszú Maginot-vonal építése, majd ennek nyomán valóságos erődépítési láz tört ki Európában: majdnem minden ország erődrendszert kezdett építeni az ellenségnek kikiáltott vagy tartott szomszédos állammal közös határon. Ezek közül a legjelentősebbek a belga Daladier-, a német Siegfried-, a finn Mannerheim-, a görög Metaxász-vonal, Romániában pedig a Caro-vonalak voltak.
A legnagyobb és legkorszerűbb a Maginot-vonal volt. A hatalmas erődök alatt ásták ki a lőszerraktárakat, a légkondicionált legénységi körleteket, kórházakat, közlekedőfolyosókat, megfigyelőállásokat. Az építmények átlagosan 30-50 méterrel a felszín alatt helyezkedtek el, míg a közlekedőfolyosókat, az út- és vasúthálózatot 9-12 méter mélyen alakították ki.

### Második világháború

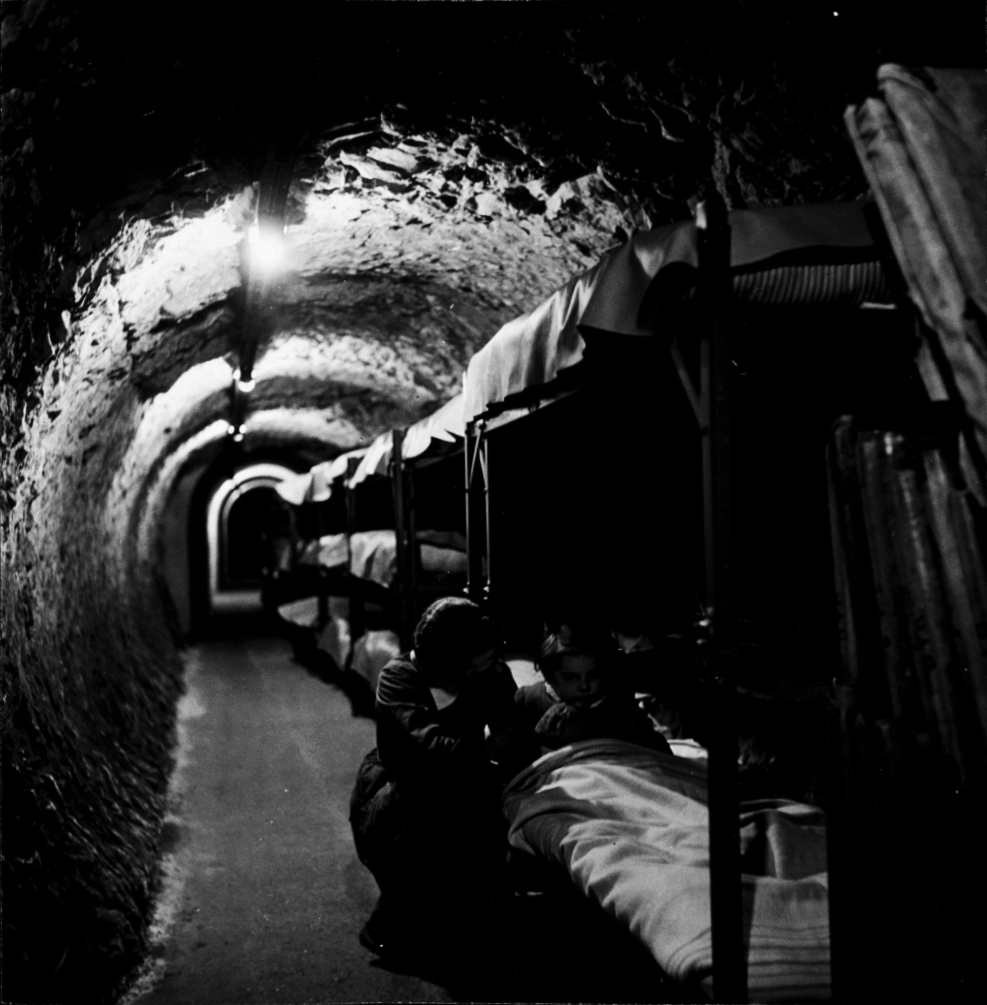
Légvédelmi óvóhely a londoni földalatti egyik járatában

A második világháború során az alagutak jórészt elvesztették harcászati jelentőségüket, de a nagyvárosokban kiépített földalatti közlekedési hálózatok (mint például a londoni vagy moszkvai metró) alagútját a légitámadások során óvóhelynek használták a civilek.
Ez alól kivételt jelentettek a Japán Császári Hadsereg ellen harcoló kínai felkelők és irreguláris csapatok, amelyek sikerrel alkalmazták a könnyen, gyorsan kiásott alagútrendszereket a nyomasztó fölényben lévő japán megszállók elleni harcban. A kínaiak alkalmazták először az alagút-harc vagy alagút-hadviselés kifejezést is (地道战). A kínai kommunista felkelők, a helyi lakosok, később Kuomintang csapatok is számos kisméretű alagutat ástak a falvakban, illetve a harctéren, ahonnan meglepetésszerű támadást lehetett indítani a térségben tartózkodó ellenség ellen. Az alagutak bejáratát kutakban, házakban, matracok alá rejtették el. A rendszer hátránya volt, hogy miután a japánok felfedezték a bejáratot, vizet szivattyúztak be, tüzet gyújtottak, vagy egyes esetekben mérges gázokat vetettek be az alagútba, hogy a védőket megöljék.
Tapasztalataikat a japánok később a csendes-óceáni harcok során kamatoztatták, ahol az alagutakat kiterjedten alkalmazták az általuk elfoglalt szigetek védelmi rendszerének kiépítése során. A amerikai csapatok először Peleliu szigeten találkoztak ilyen védelmi rendszerrel, ahol kétszer annyi veszteséget szenvedtek a sziget elfoglalása során, mint korábban a Tarawa ellen intézett támadás alatt, ahol a japán védők a partvonal védelmére koncentrálták erőiket. A japán alagút-hadviselés legjobb példáját Ivo Dzsima szigete jelentette, ahol lényegében az egész Szuribacsi-hegyet átszőtték a japán alagutak, védelmi állások, rejtett kijáratok. Az amerikai tengerészgyalogosoknak csak nagy nehézségek árán, az alagutak és barlangok szisztematikus megsemmisítésével, ún. „forrasztólámpa és dugóhúzó”, azaz lángszórós és robbantásos módszerrel, egyesével sikerült csak leküzdeniük ezt az akadályt.

## Alagút-hadviselés napjainkban

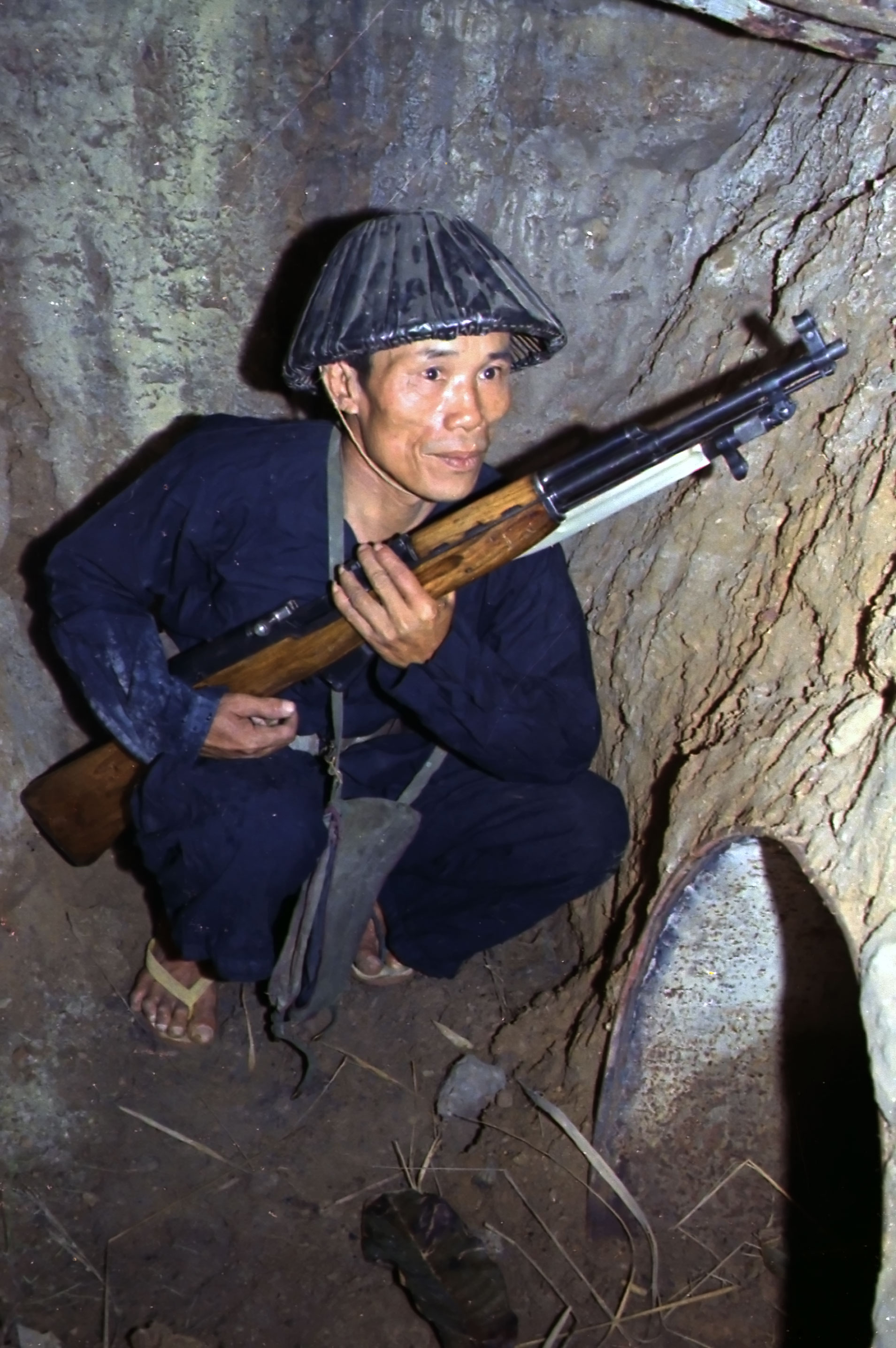
Vietkong katona egy alagút mélyén, 1968

A koreai háború során a kínai csapatok ismét sikerrel használták az alagút-hadviselés elemeit az ENSZ-csapatok ellen és jelentős veszteségeket okoztak nekik. Az amerikai csapatok ezért, amikor csak tehették, a felfedezett alagutak bejáratát hermetikusan elszigetelték. Később, a hadifoglyok kihallgatása során kiderült, hogy az alagútban rekedt katonák közül többeket megöltek feletteseik, amikor azok a fulladás és a biztos halál elől inkább az ENSZ-csapatok fogságába akartak kitörni.
A koreai háborút lezáró fegyverszünet után kialakított demarkációs vonal alatt fedezték fel a jelentős méretű alagutakat 1974–78-ban. Az egyik ilyen alagút 75 méterrel a felszín alatt haladt, és olyan széles volt, hogy egy esetleges északi támadás esetén óránként akár 10 000 katona is át tudott volna kelni dél-koreai területre.

### A vietnámi tapasztalat

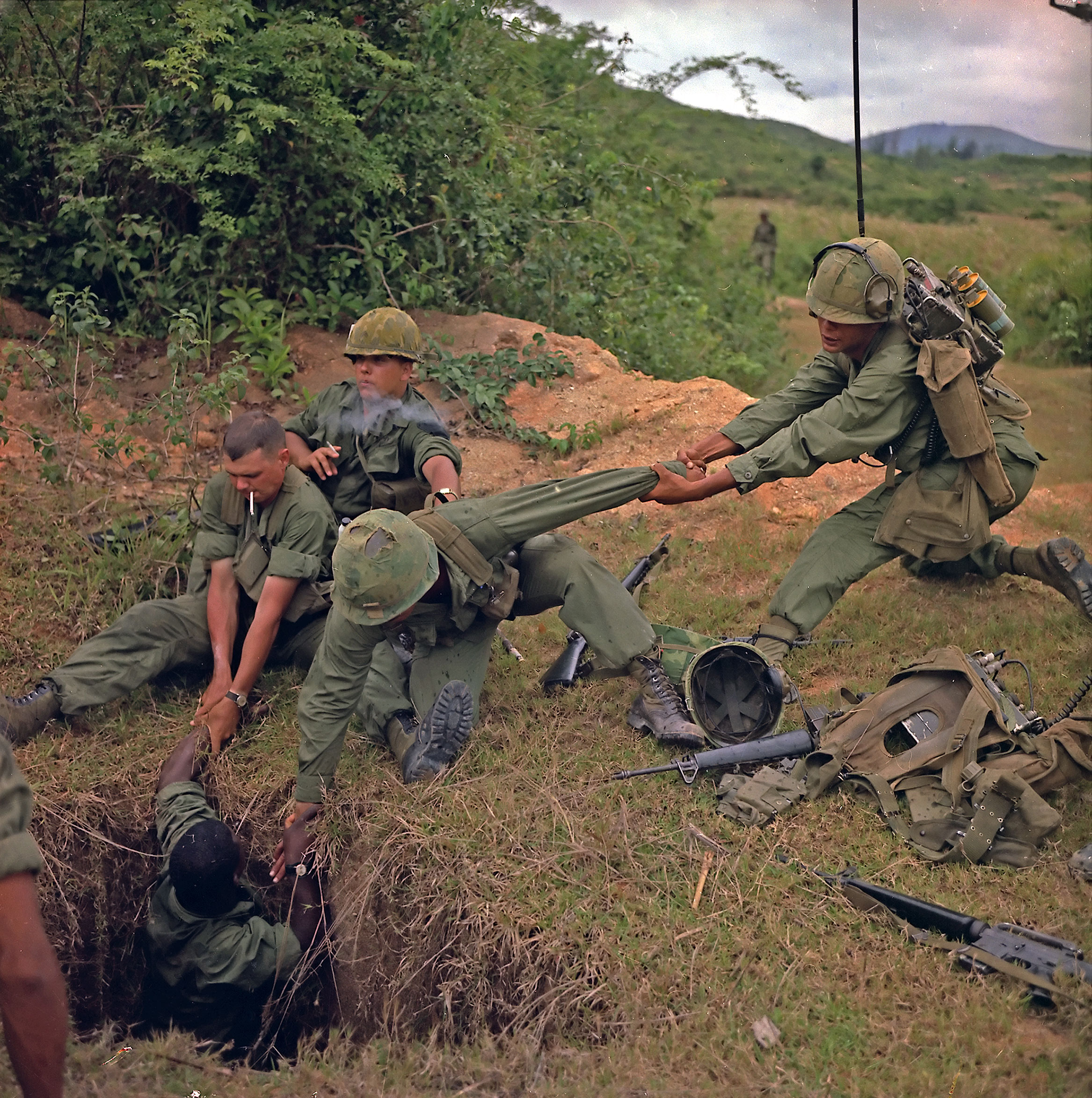
Az alagút-patkányok éles bevetésen: egy amerikai katonát bajtársai leeresztenek egy vietkong alagútba, 1967.

A vietnámi háború kitűnő példa az alagút-hadviselés irreguláris csapatok általi, összetett (támadó és védekező) alkalmazására is. A Viet Kong a dél-vietnámi dzsungelben kiépített hatalmas alagútrendszer segítségével folyamatosan tudta veszélyeztetni a dél-vietnámi és az amerikai csapatokat, meglepetésszerű támadásokkal zavarta őket, az ellenséges támadás esetén pedig egyszerűen eltűntek a föld alatt. Számos alkalommal robbantottak fel alagutak segítségével lőszer- és üzemanyagraktárakat, repülőtereket és más katonai célpontokat, de emellett egész századok voltak képesek hosszabb ideig a föld alá húzódni pihenés, túlélés vagy harc céljából is, hiszen voltak pihenőkörletek, műhelyek és raktárak, parancsnoki álláspontok, híradószobák, kórházak és lábadozók, konyhák, tanácskozó- és hálótermek. Rendszeresen felszínre vezető nyílásokat is kiépítettek, hogy meghallják a közeledő amerikai helikoptereket, biztosítsák a szellőzést, illetve eloszlassák a konyhán keletkező füstöt. A bejáratokat rejtett csapdák, illetve jól álcázott őrszemek védték, míg a járatokat nem egyenes vonalban alakították ki, hanem sarkokkal, amelyek megakadályozták az egyenes vonalban való tüzelést, illetve tompították az alagútban felrobbantott kézigránátok hatását. A háború csúcspontján az alagútrendszer hossza elérte a több száz kilométert, egész kerületeket és tartományokat kötött össze a kambodzsai határtól a dél-vietnámi fővárosig, Saigonig (ma Ho Si Minh-város).

### A Củ Chi-alagútrendszer

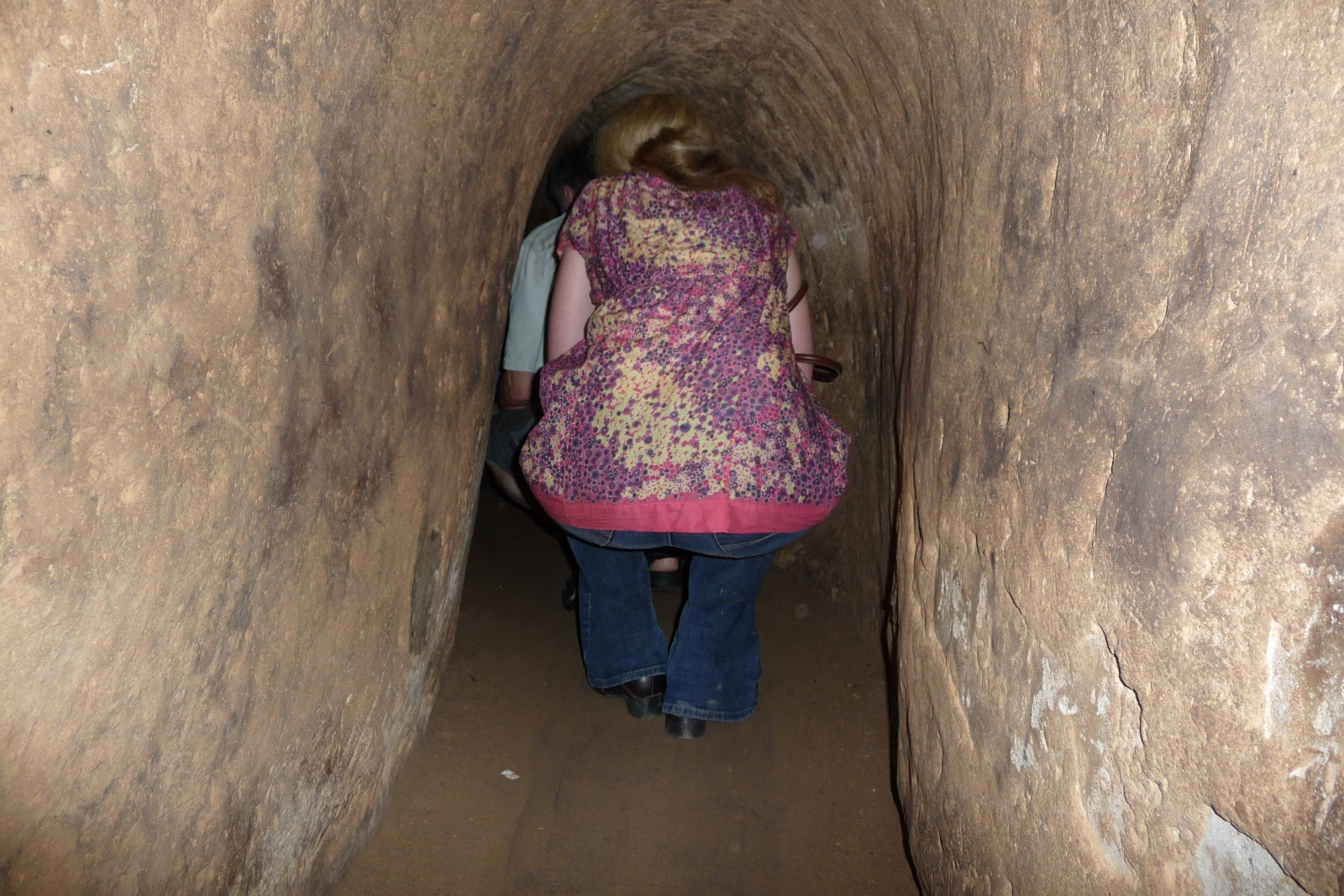
A Củ Chi-alagútrendszer egyik járata ma már turisztikai látványosság. A turisták érdekében kismértékben kibővítették a járatokat

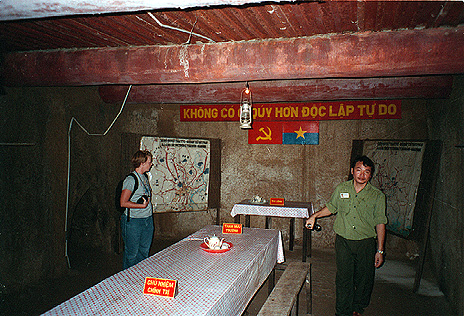
Föld alatti parancsnoki harcálláspont a Củ Chi-alagútrendszerben

A vietnámi háború egyik leghíresebb csatatere volt a Củ Chi-alagútrendszer, ahol a föld alatti járatok összesen 120 km hosszú labirintust alkottak és harcosok, illetve polgári személyek ezrei tudtak itt elrejtőzni.
A Củ Chi-rendszert még az 1940-es években, a franciák elleni háborúban kezdték kiépíteni, teljes hosszát 25 év alatt érte el. A háborúk alatt folyamatosan bővítették a rendszert, amely több föld alatti szinten étkezdéket, műtőket és kórházakat, és még egy kisméretű mozit is tartalmazott.
Az alagútrendszer több szintből állt, és minden szintet hermetikusan záródó csapóajtó zárt le, amely leszigetelte az alagútrendszer többi részét egy gáztámadástól vagy a betörő víztől. A csapóajtókat igen nehezen lehetett észrevenni, gyakran becsapták az alagútrendszert feltáró amerikai katonákat, akik azt hitték, hogy zsákutcába értek – pedig a további járatok hatalmas rendszere rejtőzhetett még előttük.
Minden alagútrendszernek szűk szellőzőnyílásai voltak, amelyeket úgy alakítottak ki, hogy a felszíntől az első szintig vezessenek és hogy monszun idején a víz nehogy elárassza az alagutat. Ennek ellenére, főleg az alsóbb szinteken, az alagutak forrók, sötétek és nyomasztóak voltak. A Vietkong katonák időnként – amikor a felszínen az amerikai csapatok jelenléte lehetetlenné tette a szabad mozgást – halott bajtársaik holttestét is magukkal vitték az alagútba. Ilyenkor a testeket magzatpózban temették el az alagút falában, majd egy vékony réteg agyaggal fedték el azokat – a bomlástermékek azonban még inkább hozzájárultak az alagutak nyomasztó légköréhez.
Az amerikai hadsereg ellen szerzett tapasztalatokat később, a kínai–vietnámi háborúban is hasznosítani tudták.

### Alagút-patkányok
Az amerikai hadsereg kezdetben nagy erőfeszítéseket tett az alagutak lerombolására, elpusztítására. Ezen erőfeszítések kudarca, illetve az elpusztított alagutakban elveszett értékes információk (tervek, térképek, dokumentumok) azonban meggyőzték az amerikai hadvezetést, hogy elpusztítás helyett inkább derítsék fel az alagutakat. Ekkor állították fel az ún. alagút-patkányok (eredeti megnevezése ’’tunnel rats’’ vagy ’’tunnel runners’’) alakulatát, amelyek tagjai alacsony, vékony katonák lettek, feladatuk a szűk járatok felderítése volt.
Amikor az amerikai, ausztrál vagy új-zélandi csapatok alagútbejáratot találtak, akkor az alagút-patkányokat küldték be, hogy kifüstöljék, megöljék a beásott ellenséget, megtisztítsák, majd a fellelhető információk megszerzése után felrobbantsák az alagutakat. Az alagút-patkányoknak, hogy sikeresen szálljanak szembe a vietkong katonákkal, meg kellett szabadulniuk gyalogsági felszerelésük nagy részétől, amely az alagutakban csak akadályozta őket. Alapfelszerelésük közé egy kés, egy pisztoly és egy zseblámpa tartozott. A pisztolyt célzólámpával és hangtompítóval egészítettek ki, később speciális ’’tunnel exploration kit’’-et, azaz alagút-felderítő csomagot kaptak, amely az előbbieken kívül gázálarcot, iránytűt és vezetékes telefont is tartalmazott.

### Alagút-hadviselés a Közel-Keleten

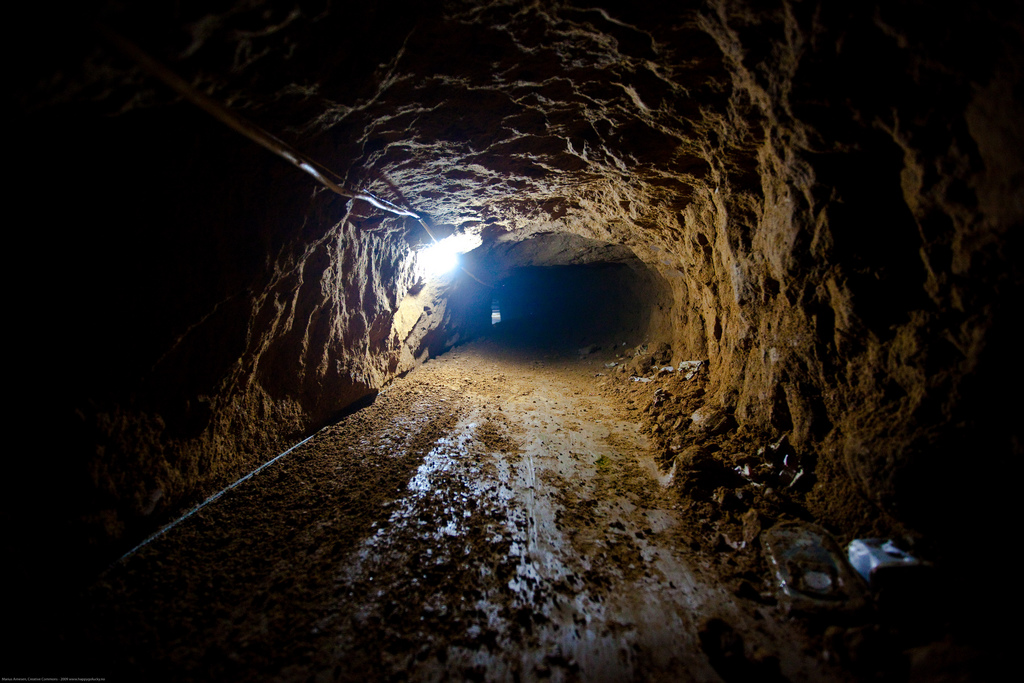
Csempészalagút a Gázai-övezet határa alatt, Rafah közelében, 2009

A Gázai övezet határainál, illetve alatta szintén alagút-hadviselés folyik egyrészről az izraeli hadsereg, másrészről a palesztinok között. A tapasztalatok szerint a palesztinok három célra használják az alagutakat: egyrészt a Gázai övezetben található Rafah város térségéből a határ egyiptomi oldalán található Rafah település térségéig ásnak csempészalagutakat. Ezeken keresztül tudnak a Gázai övezetbe csempészni polgári felhasználású termékeket (élelmiszerek, gyógyszerek, fűtőanyag), másrészt ezeket az alagutakat fegyverek, robbanóanyagok, lőszerek és más katonai felszerelés csempészésére is használják. Másrészről alagutakat ásnak izraeli katonai célpontok alá, azokat robbanóanyaggal töltik meg, majd felrobbantják. Harmadrészt a gázai–izraeli határ alatt ásott alagutakon keresztül palesztin fegyveresek tudnak beszivárogni a szigorúan őrzött izraeli területre. Egy alkalommal 2006-ban egy izraeli harckocsi-álláspont alá ástak alagutat. A palesztin támadók az éj leple alatt hagyták el az alagutat, páncéltörő rakétát lőttek ki a harckocsira, majd megrohamozták a harcálláspontot. Az izraeli kezelőszemélyzetet a támadás teljesen meglepetésszerűen érte, közülük hárman meghaltak, egyet pedig a palesztinok az alagúton keresztül elhurcoltak.
A fent említett alagutak közül a leggyakrabban a csempészalagutak használták, mert egyrészt fogyasztási cikkek csempészetével sokat lehet keresni, másrészt részben ezeken keresztül érkeznek azok a fegyverek, amelyekkel a palesztinok folytatni tudják harcukat az izraeliek ellen. Az izraeli hadsereg természetesen ellenintézkedéseket foganatosított és 2000 óta kb. 90 alagutat fedezett fel és rombolt le az azoknak helyet adó házakkal, lakóépületekkel együtt.

### Alagút-hadviselés a boszniai háborúban

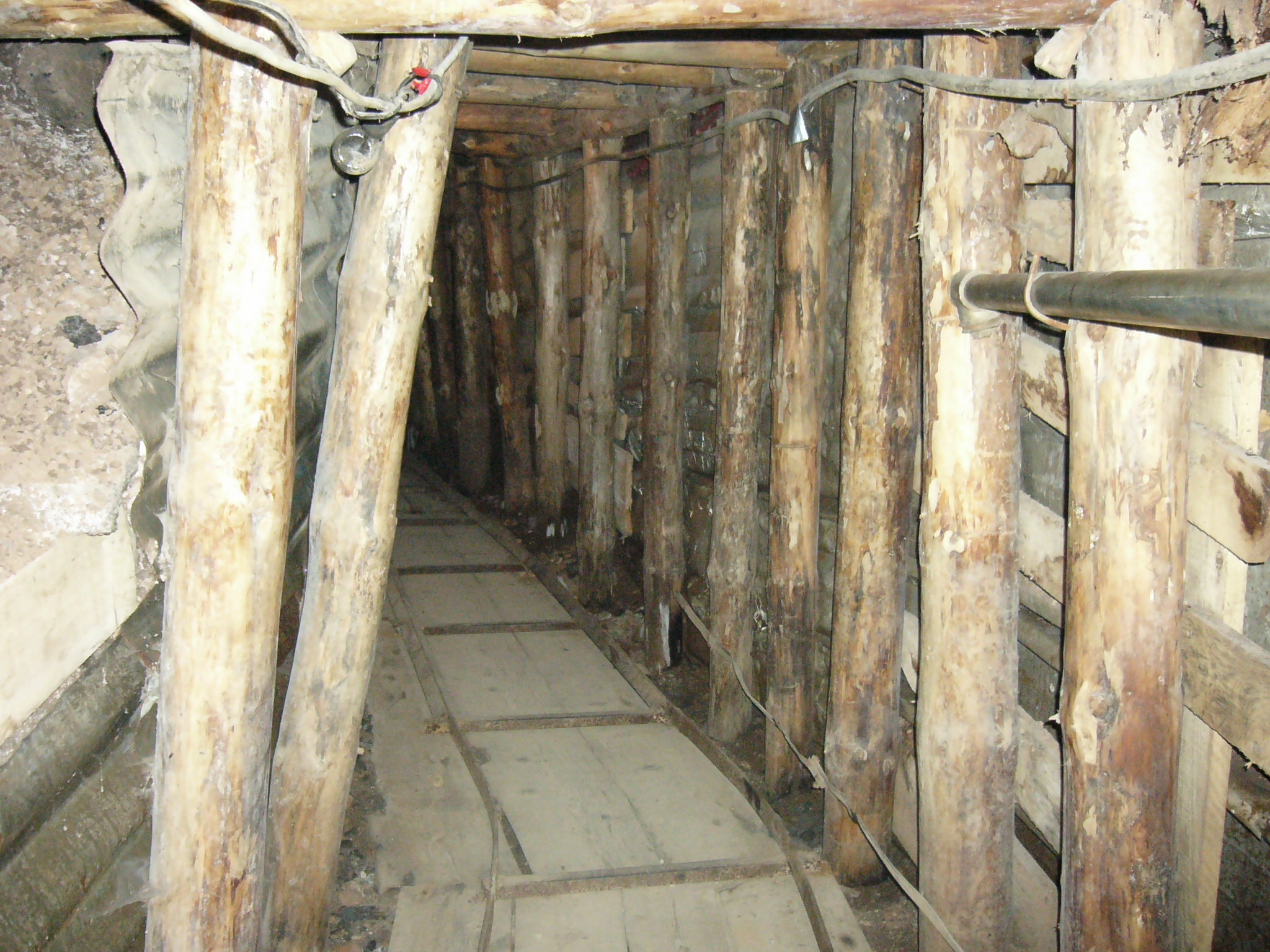
A szarajevói alagút egyik föld alatti szakasza

Szarajevó 1992–1995 között tartó ostroma során a védők katonai és polgári védelmi célokat szolgáló alagutat ástak a város két része, Dobrinja és Butmir között.
Az alagút, amelynek kiásását 1993 márciusában kezdték, az UNPROFOR csapatok által ellenőrzött repülőtér kifutópályája alatt húzódott. A háborús helyzetre való tekintettel a hét minden napján dolgoztak az alagútásók, egyszerű kézi szerszámokkal, a szerb ostromlók támadásainak kitéve. Az alagútásást irányító mérnökök nem is tudtak egymással koordinálni, csak a kifutópályán átkelve.
Az alagút elkészülte után hossza 793 méter, szélessége 1,2 méter, magassága 1,6 méter volt, benne sínpálya, elektromos kábelek és olajvezeték működött. Az alagúton keresztül élelmiszert, áramot, gázt biztosítottak az ostromlott város lakóinak, fegyver- és lőszerutánpótlást biztosítottak a fegyverembargó alatt álló bosnyák erőknek, illetve ezen keresztül tartották a kapcsolatot a külvilággal – a napi 4-5000 ember mellett politikusok és diplomaták is átkeltek rajta. Természetesen a szerbek is tudtak a létezéséről, többször ágyúzták az alagút kijáratait, illetve a Željeznica folyó vizével akarták elárasztani.

### Alagutak a hírszerzés szolgálatában

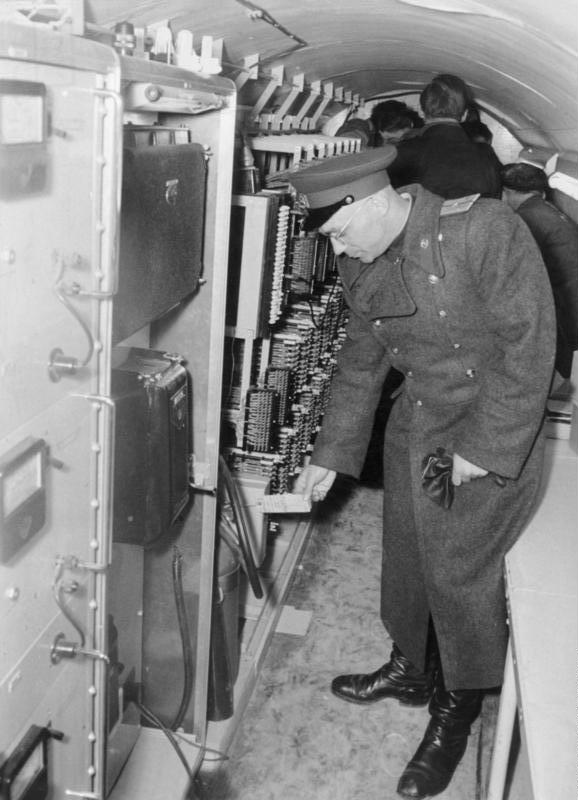
Szovjet katonatiszt a berlini alagútba telepített lehallgató-berendezéseket vizsgálja, miután a szovjet hírszerzés felderítette az alagút létezését. 1956. április 26.

1951-ben a brit MI6 bécsi irodája javasolta, hogy egy alagúton keresztül hallgassák le azokat a telefonvonalakat, amelyeket az Ausztriába települt szovjet haderő használ. Egy rendőrszobából kiindulva fúrtak alagutat a zónahatár alatt húzódó telefonvonalakhoz, amelyek a szovjet parancsnokságot és a schwechati katonai repülőteret kötötték össze. A lehallgatási művelet során olyan nagy mennyiségű információt gyűjtöttek össze, és annyi beszélgetést rögzítettek, hogy a brit hírszerzés Y szekció néven egy új ügyosztályt hozott létre a beszélgetések lefordítására és kiértékelésére.
Kétéves előkészítés után Berlinben is hasonló akcióra került sor: 1953. december 15. és 18. között az amerikai és brit hírszerzés tagjai megállapodtak egy, a berlini zónahatár alatt futó alagút építéséről, az akció fedőneve Operation Gold, illetve Operation Stopwatch volt. A szükséges engedélyek beszerzése után kezdődött meg az alagútásást álcázó raktárépület építése. Miután ezzel elkészültek, 1954 szeptemberében kezdődött maga az alagútásás 9 méter mélységben. A betörő talajvíz jelentős gondot okozott az építőknek. Rengeteg óvintézkedést tettek, hogy az alagútépítést rejtve tartsák a szovjet hírszerzés előtt, például a raktárépületbe mosó- és szárítógépet telepítettek, hogy az alagútásást végző katonák piszkos ruháit helyben lehessen tisztítani. Az alagútról azonban a szovjet hírszerzés a kezdetektől fogva tudott George Blake révén.
Az alagút 1955 februárjában készült el és májusban megkezdődött a három kábelköteg lehallgatása. A művelet 11 hónapja alatt, 1956. április 22-éig a CIA és az MI6 több mint 50 000 órányi beszélgetést rögzített és dolgozott fel.

### Alagutak a bűnözés szolgálatában
Az egyiptomi–izraeli határ alatt Rafah közelében ásott csempész alagutak mára egyáltalán nem elszigetelt jelenségek: Kanada, az Egyesült Államok és Mexikó határai alatt is megjelentek a kábítószer- és a fegyvercsempészek által készített alagutak. Az egyik első ilyen alagutat 1990-ben leplezték le az Arizona állambeli Douglasben, amely 60 méter hosszú volt és a mexikói Agua Prieta településig ért. A vizsgálatok alapján drogcsempészek építették és több tonna kokaint és marihuánát csempészhettek rajta keresztül az USA-ba. Az alagutat egy mexikói üzletember megrendelésére készítették, és az alagútba vezető ajtó az ő házában, a biliárdasztal alá volt rejtve. A titkos nyílásokkal, föld alatti szobákkal, villanyvilágítással és légkondicionálással felszerelt alagút az egyik legkorszerűbb volt, amit valaha felfedeztek. Azóta több, mint 30 alagutat lepleztek le a mexikói határ alatt.
2006. január 25-én fedeztek fel egy 720 méter hosszú alagutat, amely a mexikói Tijuana repülőterétől az amerikai San Diego területén található raktárépülethez vezetett. A felfedezés idején az alagút üres volt, de összesen két tonna kábítószert találtak benne. Az alagútnak beton padlózata volt, az építők elektromos világítást, szellőző és víztelenítő rendszert is kiépítettek. 2010. november 26-án egy 800 méter hosszú alagutat fedeztek fel, amely Tijuanát a kaliforniai San Diego Otay Mesa részével kötötte össze, majd pár nappal később egy másik alagutat is találtak Tijuana és Otay Mesa között. A két alagútban összesen 40 tonna kannabiszt foglaltak le az amerikai rendőrök.
Hasonló a helyzet az amerikai–kanadai határon, ahol az első alagutat 2005-ben fedezték fel: egy elhagyott amerikai ház nappalijából indult ki és 120 méter hosszan nyúlt a határ alatt. A feltételezések szerint a járaton keresztül kábítószereket, fegyvereket és embereket is csempészhettek.
2012 júliusában egy 700 méter hosszú alagutat lepleztek le a szlovák–ukrán határ alatt, amelyben egy keskeny nyomtávú vasútvonalat is kiépítettek. Az alagutat bányászati berendezésekkel készítették és biztonsági berendezésekkel szerelték fel, elsősorban cigaretta csempészetére használták Ukrajnából Szlovákiába.

## Fordítás
- Ez a szócikk részben vagy egészben  a    Tunnel warfare című angol Wikipédia-szócikk ezen változatának fordításán alapul.  Az eredeti cikk szerkesztőit annak laptörténete sorolja fel. Ez a jelzés csupán a megfogalmazás eredetét és a szerzői jogokat jelzi, nem szolgál a cikkben szereplő információk forrásmegjelöléseként.